# Mimegralla flavicoxa
Mimegralla flavicoxa är en tvåvingeart som först beskrevs av Verbeke 1951.  Mimegralla flavicoxa ingår i släktet Mimegralla och familjen skridflugor. Inga underarter finns listade i Catalogue of Life.